# Hexaplex pecchiolianus
Hexaplex pecchiolianus, vetenskapligt beskriven först av Ancona 1871, är en snäcka i släktet Hexaplex inom familjen purpursnäckor. Den blir omkring 6–9 cm lång och finns i Medelhavet kring Turkiet.